# Arthur Rosenkampff
Arthur Henry Rosenkampff (New York, 3 novembre 1884 – Newark, 6 novembre 1952) è stato un ginnasta e multiplista statunitense.

## Carriera
Rosenkampff partecipò ai Giochi olimpici di Saint Louis 1904, dove vinse una medaglia d'argento nel concorso a squadre. Alla stessa Olimpiade giunse ottantanovesimo nel concorso generale individuale, centoduesimo nella gara di triathlon e settantaseiesimo nel concorso a tre eventi.
Dopo il ritiro dallo sport, Rosenkampff divenne professore di contabilità all'Università di New York.

## Palmarès
In carriera ha conseguito i seguenti risultati:
- Giochi olimpici

St. Louis 1904: medaglia d'argento nel concorso a squadre.